# Liste der Stützpunkte des United States Marine Corps

Siegel des United States Marine Corps

Die Liste der Stützpunkte des United States Marine Corps erfasst die von den Vereinigten Staaten von Amerika getragenen Militärbasen und Einrichtungen  des United States Marine Corps (USMC) in den USA und in Übersee. Die meisten Bundesstaaten der USA liegen im Inneren des nordamerikanischen Kontinents und verfügen daher über keine Marinebasen, teilweise sind dort aber andere Einrichtungen und Zentren der Marine angesiedelt.

## USA

### Arizona
- Marine Corps Air Station Yuma, Yuma, Arizona (2012 mit 4 Einsatzstaffeln McDonnell Douglas AV-8B Harrier II)

### Georgia
- Marine Corps Logistics Base, Albany, Albany, Georgia

### Hawaii
- Marine Corps Base Hawaii, Kāneʻohe Bay
- Camp H. M. Smith, Oʻahu

### Kalifornien
- Marine Corps Air Ground Combat Center, Twentynine Palms, Twentynine Palms, Kalifornien
- Marine Corps Air Station, El Toro, Santa Ana, Kalifornien (geschlossen)
- Marine Corps Air Station, Miramar, San Diego, California
- Marine Corps Air Station, Tustin, Tustin, Kalifornien (geschlossen)
- Marine Corps Logistics Base, Barstow, Barstow, California
- Marine Corps Recruit Depot, San Diego (HQ Western Recruiting Region), San Diego, Kalifornien
- Marine Corps Base Camp Pendleton, Oceanside, Kalifornien
- Marine Corps Air Station, Camp Pendleton

### New York
- Marine Corps Logistics Base, Albany, Albany, New York

### North Carolina
- Marine Corps Air Station Cherry Point, New Bern, North Carolina
- Marine Corps Base Camp Geiger, Jacksonville, North Carolina
- Marine Corps Base Camp Gilbert H. Johnson, Jacksonville, North Carolina
- Marine Corps Base Camp Lejeune, Jacksonville, North Carolina

### South Carolina
- Marine Corps Air Station, Beaufort, Beaufort, South Carolina
- Marine Corps Recruit Depot Parris Island

### Virginia
- Marine Corps Base Quantico, Quantico, Virginia
- Headquarters Marine Corps, Arlington, Arlington, Virginia

### Washington, D.C.
- Marine Barracks, 8th and I
- Henderson Hall

## Ausland

### Deutschland
- Panzerkaserne Böblingen, Headquarters, United States Marine Corps Forces, Europe (MARFOREUR)

### Japan
- Marine Corps Air Station Iwakuni
- Marine Corps Base Camp Smedley D. Butler, Okinawa (multiple locations)
- Marine Corps Camp Courtney, Okinawa
- Marine Corps Camp Foster, Okinawa
- Marine Corps Camp Hansen, Okinawa